# جرج کارلین
جرج دنیس پاتریک کارلین (به انگلیسی: George Denis Patrick Carlin) (زاده ۱۲ مهٔ ۱۹۳۷ – درگذشته ۲۲ ژوئن ۲۰۰۸) استندآپ کمدین، منتقد اجتماعی، بازیگر و نویسندهٔ آمریکایی و برندهٔ پنج جایزهٔ گرمی برای جنگ‌های کمدی است. او برای کمدی سیاهاش و تفکر خود در مورد سیاست، زبان انگلیسی، روانشناسی، مذهب و موضوعات مختلفی که در آن زمان تابو بودند، شناخته شده بود. او برنامه کمدی روزانه‌اش به نام «هفت اصطلاح کثیف» در سال ۱۹۷۸ مرکز پروندهٔ کمیسیون ارتباطات فدرال در دیوان عالی ایالات متحده آمریکا بود، که در آن تصمیم تصویب قدرت دولت برای تنظیم مواد نادرست در موج‌های عمومی مردم را تأیید کرد. کارلین که به‌طور گسترده، به عنوان یکی از مهمترین و تأثیر گذارترین کمدین‌های ایستاده در تمام دوران در نظر گرفته شده‌است، توسط یکی از روزنامه‌ها به عنوان «دبیر پادفرهنگ کمدین‌ها» لقب گرفت.
اولین برنامه از چهارده برنامه ویژه کمدی کارلین برای شبکهٔ اچ‌بی‌او در سال ۱۹۷۷ فیلمبرداری شد. از اواخر دههٔ ۱۹۸۰، اجراهای کارلین بر نقد اجتماعی و فرهنگی جامعه آمریکا متمرکز بود. او اغلب در مورد مسائل سیاسی معاصر در ایالات متحده سخن می‌گفت و افراط گرایی در فرهنگ آمریکایی را هجو می‌کرد. او یک اجراکنندهٔ مکرر و میزبان مهمان در نمایش امشب در طی سه دهه جانی کارسون بود و اولین قسمت از پخش زنده شنبه شب در سال ۱۹۷۵ را میزبانی کرد.

## زندگی

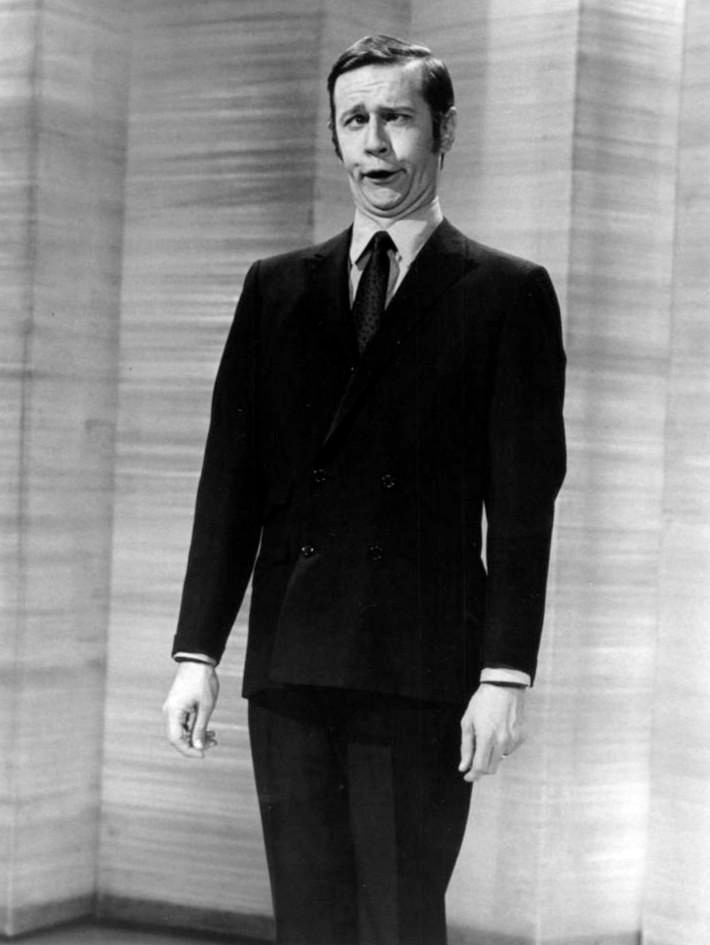
جرج کارلین در سال ۱۹۶۹

او در ۱۲ مهٔ ۱۹۳۷ در شهر نیویورک در ایالت نیویورک چشم به جهان گشود. وی دومین پسر از خانواده‌ای با ریشهٔ ایرلندی بود. فعالیت‌هایش در زمینه‌های شوخ‌بازی ایستاده (استندآپ کمدی)، فیلم، تلویزیون و رادیو و نیز عرصهٔ کتاب بوده‌است. در کارهایش فرهنگ آمریکا و سیاست و دیگر مسئله‌های این کشور را مدّ نظر داشت و بر این فرهنگ خرده می‌گرفت. دیدگاه‌های سیاسی وی در آثارش مشخص است. جرج در خانواده‌ای کاتولیک و با تعالیم کاتولیک بزرگ شد؛ ولی بعدها خود را خداناباور معرفی کرد. وقتی ۲ ماهه بود، مادر وی همسرش (پدر جرج) را ترک کرد و جرج را نیز به‌همراه خود برد. او را مادرش بزرگ کرد، ولی روابط خوبی با مادرش نداشت و غالباً از خانه فرار می‌کرد. جرج بعدها به نیروی هوایی پیوست و به عنوان تکنیسین رادار در ایالت لویزیانا انجام وظیفه کرد. در این مدت به‌عنوان دی‌جی در یک رادیوی محلی نیز مشغول به‌کار شد، ولی نتوانست دورهٔ آموزشی نیروی هوایی را به پایان رساند و در ۲۹ ژوئیه ۱۹۵۷ از خدمت مرخص شد. در سال ۱۹۵۹ جرج کارلین به‌همراه جک برنز تیم کمدی را در ایستگاه رادیویی ک-اکس-ا-ال در تگزاس راه‌اندازی کردند. در فوریه ۱۹۶۰ به سمت کالیفرنیا روان شدند و تا ۲ سال با هم باقی‌ماندند و پس از آن از یکدیگر جدا شدند. در دههٔ ۷۰، روتین و ظاهرش باعث شد که بعضی از قراردادها را از دست بدهد. در روزگاری که ظاهر آراسته و موهای اصلاح شده مد بود، جرج با شلوار جین رنگ و رو رفته، موهای بلند، ریش و گوشواره ظاهر می‌شد. در دههٔ ۸۰، فعالیتش را با شبکهٔ اچ-بی-او از سر گرفت، که تا ۱۵ سال بعد نیز ادامه داشت. در سال ۲۰۰۱ جایزهٔ یک عمر فعالیت هنری در پانزدهمین دوره جشنواره کمدی آمریکا به او اختصاص پیدا کرد. وی کتاب نیز به رشته تحریر درآورد و در تعدادی فیلم نیز بازی کرد. در کارتون انیمیشن‌های تارزان و کارز (ماشین‌ها) دوبلهٔ صدا را به‌عهده داشت. در سال ۱۹۶۱ با همسرش (برندا هازبروک) ازدواج کرد. تنها دخترشان (کلی) در سال ۱۹۶۳ متولد شد. همسر جرج یک روز قبل از ۶۰ سالگی جرج، در اثر بیماری سرطان درگذشت. او بعدها در سال ۱۹۹۸ مجدداً ازدواج کرد، که تا پایان عمرش دوام داشت. وی در ۲۲ ژوئن ۲۰۰۸ در سنتامونیکا در ایالت کالیفرنیا در ۷۱ سالگی درگذشت. جرج در انتخابات شرکت نمی‌کرد و غالباً آن را به نقد می‌کشید. او ادعا می‌کرد که آخرین باری که در رای‌گیری شرکت کرده، به جرج مک گاورن رأی داده، که در انتخابات ریاست جمهوری با ریچارد نیکسون رقابت می‌کرده‌است.

## جوایز
در ۲۰۰۴ جرج از طرف کمدی سنترال به عنوان دومین کمدین استنداپ تاریخ برگزیده شد. در ۲۰۰۸ جایزهٔ مارک توین طنز را که برجسته‌ترین جایزهٔ کمدی در آمریکااست را دریافت کرد.

## فیلم شناسی
- پخش زنده شنبه شب (۱۹۷۵ و ۱۹۸۴)
- توماس و دوستان (۱۹۸۴-۱۹۹۶)
- ماجراجویی بسیار عالی بیل و تد (۱۹۸۹)
- سفر وحشیانه بیل و تد (۱۹۹۱)
- شاهزاده جزر و مد (۱۹۹۱)
- سیمپسون‌ها (۱۹۹۸)
- جزم‌اندیشی (۱۹۹۹)
- نمایش روزانه (۱۹۹۹ و ۲۰۰۴)
- جی و باب ساکت پاتک می‌زنند (۲۰۰۱)
- فیلم ترسناک ۳ (۲۰۰۳)
- دختر جرسی (۲۰۰۴)
- درون اکتورز استودیو (۲۰۰۴)
- اشراف (۲۰۰۵)
- تارزان ۲ (۲۰۰۵)
- ماشین‌ها (انیمیشن) (۲۰۰۶)
- بیل و تد با موسیقی مواجه می‌شوند (۲۰۲۰)